# 革新自由連合
革新自由連合（かくしんじゆうれんごう）とは、1977年の第11回参議院議員通常選挙を前に、永六輔、田原総一朗など、非自民・護憲の「革新」的で「自由主義」的な知識人・文化人・タレントが結成した政党。略称「革自連」（かくじれん）。

## 概要
代表は中山千夏。1977年の第11回参議院議員選挙では鈴木武樹・俵萌子・ばばこういち・中村武志らを擁立するも当選者は横山ノックのみ、1980年の第12回参議院議員通常選挙では中山千夏を当選させたのみで、それ以上党勢は伸びなかった。選挙に立候補しなかった関係者としては田原総一朗などがいた。地方選挙では東京都議会議員選挙などに候補者を擁立したが、当選者を出すには至らなかった。
中山は当選後、社会党都本部推薦で当選していた元東京都知事の美濃部亮吉と、元大津市長の山田耕三郎（後に連合参議院代表）と共に院内会派「一の会」を結成、代表に就任した。第二院クラブへの吸収合併の打診もあり、当初は青島幸男らとの対立から拒否するも、後に統一会派「無党派クラブ」を結成している（代表は美濃部）。
全国区制が廃止され厳正拘束名簿式比例代表制が採用された1983年の第13回参議院議員通常選挙を前にして路線や名簿順位をめぐって対立が生じ（主だった理由は、中山が当選後に盟友の矢崎泰久との間で交わしていた、『1983年の参議院選挙で当選させる』という約束を盾に、彼の名簿1位以外は認められないと強硬に主張したこと）、青島幸男、横山ノック、八代英太が離脱、さらには双方の和解に腐心していた秦豊が和解は無理と判断して離脱したことから、事実上空中分解してしまう（もっとも「無党派クラブ」自体は存続）。そのため比例代表選挙の名簿団体として無党派市民連合を結成。永六輔、矢崎泰久、岩城宏之、長谷川きよしらを立てて戦うも、無党派市民連合は議席を得ることができずに終わった。
なお、青島幸男は名簿団体第二院クラブを、八代英太は福祉党を結成。八代は選挙に比例名簿1位で当選。第二院クラブは野坂昭如を名簿1位当選させている。横山ノックは民社党推薦で大阪府選挙区に立候補、当選を果たした（非改選の秦豊も民社党に移籍している）。
山本七平は著書「人望の研究」（祥伝社）で「空中分解」の経緯について詳しく触れているが、その中で「この人たちは参院選の高得票者揃いなのだから皆『人気』はあったのだろうが、その中に誰一人として党をまとめるだけの『人望』を持った人はいなかったようである」と述べている。

## 主なメンバー
- 愛川欽也
- 青島幸男[1]
- 五木寛之
- 色川武大
- 岩城宏之
- 宇都宮徳馬
- 永六輔
- 大島渚[1]
- 大橋巨泉[1]
- 加藤登紀子[1]
- 小室等
- 鈴木武樹
- 妹尾河童
- 田原総一朗[1]
- 俵萌子
- 手塚治虫[1]
- 中村武志
- 中山千夏[1]
- 野坂昭如[1]
- 長谷川きよし
- 花柳幻舟
- ばばこういち
- 美輪明宏
- 矢崎泰久
- 八代英太
- 横山ノック